# 2003
2003（二千三、にせんさん）は、自然数また整数において、2002の次で2004の前の数である。

## 性質
- 2003は304番目の素数であり、1つ前は1999、次は2011。
  - 約数の和は2004。
- 2003は61番目のソフィー・ジェルマン素数である。1つ前は1973、次は2039。
- 2003 = 100 × 20 + 3
  - n = 20 のときの 100n + 3 の形で表せる6番目の素数である。1つ前は1303、次は2203。(オンライン整数列大辞典の数列 A101780)
- 各位の和が5になる37番目の数である。1つ前は1400、次は2012。
  - 各位の和が5になる数で素数になる12番目の数である。1つ前は1301、次は2111。(オンライン整数列大辞典の数列 A062341)
- 2003 = 32 + 252 + 372 = 72 + 272 + 352 = 92 + 312 + 312 = 112 + 192 + 392 = 172 + 252 + 332
  - 3つの平方数の和5通りで表せる157番目の数である。1つ前は1981、次は2038。(オンライン整数列大辞典の数列 A025325)
  - 2003 = 32 + 252 + 372 = 72 + 272 + 352 = 112 + 192 + 392 = 172 + 252 + 332
    - 異なる3つの平方数の和4通りで表せる238番目の数である。1つ前は2002、次は2004。(オンライン整数列大辞典の数列 A025342)

## その他 2003 に関連すること
- フェラーリ・F2003-GAは、スクーデリア・フェラーリのフォーミュラ1カー。
- Microsoft Windows Server 2003は、サーバ専用オペレーティングシステム。